# Раково (Конінський повіт)
Раково (пол. Rakowo) — село в Польщі, у гміні Скульськ Конінського повіту Великопольського воєводства.
Населення — 190 осіб (2011).
У 1975-1998 роках село належало до Конінського воєводства.

## Демографія
Демографічна структура станом на 31 березня 2011 року:
|          | Загалом | Допрацездатний вік | Працездатний вік | Постпрацездатний вік |
| -------- | ------- | ------------------ | ---------------- | -------------------- |
| Чоловіки | 99      | 21                 | 67               | 11                   |
| Жінки    | 91      | 22                 | 48               | 21                   |
| Разом    | 190     | 43                 | 115              | 32                   |